# Armagh Observatory
Koordinaten: 54° 21′ 12″ N, 6° 38′ 54″ W

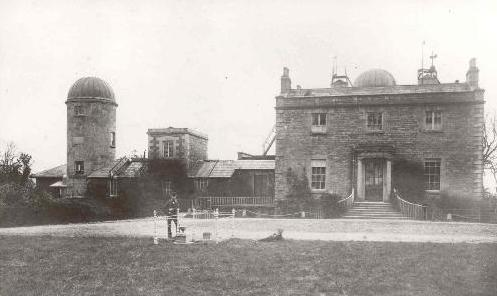
Eine vermutlich 1883 aufgenommene Fotografie, die die Nordseite der Gebäude des Armagh-Observatoriums zeigt.

Das Armagh Observatory ist ein modernes astronomisches Forschungsinstitut auf dem Gelände des Armagh Astroparks in Armagh, Nordirland. 
Das Observatorium wurde 1790 vom Erzbischof von Armagh Richard Robinson, 1. Baron Rokeby, gegründet. Es verfügt über eine Ausstellung, die seine Geschichte dokumentiert.